# 유진 크네즈
유진 어빙 크네즈(Eugene Irving Knez, 1916년 5월 12일 ~ 2010년 6월 5일)는 미국의 인류학자이다. 미 군정기에 재조선 미국 육군사령부 군정청 교육문화 담당관을 지내면서 한국의 문화재 보전에 기여했다. 1995년 대한민국 은관문화훈장을 수훈했다.
1916년 미국 인디애나주에서 태어났다. 1941년 미 육군에 사병으로 입대하였으며 1942년 학사사관후보생이 되어 이후 소위로 임관했다. 인디애나 대학교에서 인류학과 고고학을 전공했다. 1945년 한국의 미 군정청에서 교육문화 담당관을 지내며 문화재 보존 활동에 나서면서 1946년 서울 원각사지 십층석탑의 복원, 경주 호우총 발굴 등에 참여하였다. 1946년 전역하였다. 한국전쟁 중에 국립박물관장인 김재원과 함께 부산으로의 유물 이송에 관여했으며, 김해 지역의 민속 연구를 수행했다. 1959년 스미스소니언 협회 인류학 부큐레이터(Associate Curator)를 지냈다.